# Richard von Klitzing

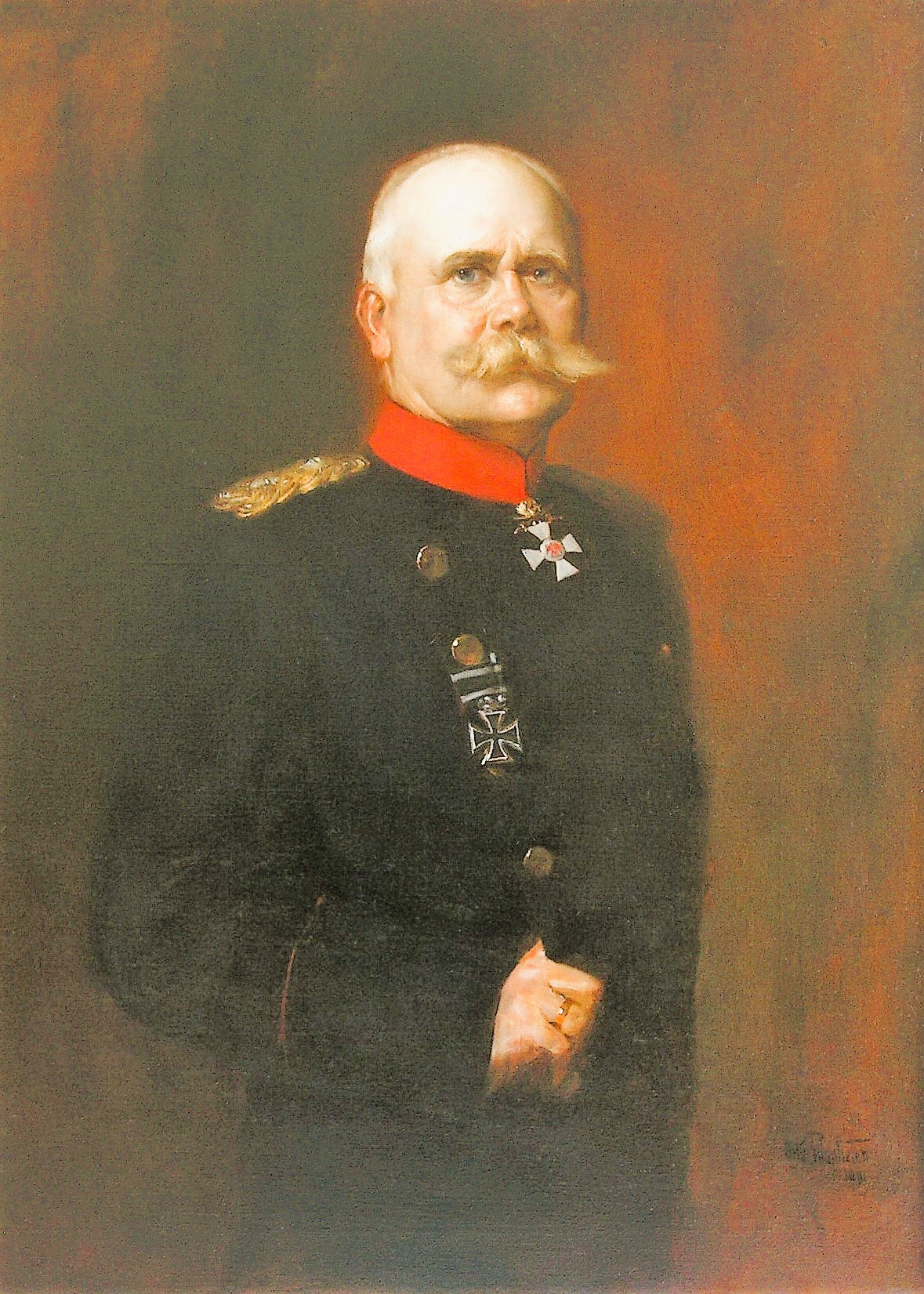
Gemälde von Otto Propheter, 1901

Karl Richard von Klitzing (* 30. Juni 1842 in Magdeburg; † 1. September 1907 in Charlottenburg) war ein preußischer General der Infanterie.

## Leben

### Herkunft
Richard entstammte dem mittelmärkischen Uradelsgeschlecht von Klitzing. Er war der älteste Sohn des Karl von Klitzing (1816–1883) und dessen Ehefrau Hedwig, geborene von Kalitsch (1818–1893). Sein Vater war preußischer Major a. D. und zuletzt Bezirkskommandeur des II. Bataillons im 2. Garde-Landwehr-Regiment in Magdeburg.

### Militärlaufbahn
Klitzing erhielt seine Erziehung zunächst im elterlichen Hause und besuchte das Pädagogium des Klosters Unser Lieben Frauen in seiner Heimatstadt. Anschließend absolvierte er die Kadettenhäuser in Bensberg sowie Berlin und wurde am 17. Mai 1859 als charakterisierter Portepee-Fähnrich dem 1. Thüringischen Infanterie-Regiment (Nr. 31) der Preußischen Armee in Erfurt überwiesen. Dort erhielt er am 3. März 1860 das Patent zu seinem Dienstgrad und wurde am 12. Juli 1860 zum Sekondeleutnant befördert. Seit dem 1. Juni 1863 war Klitzing Adjutant des III. Bataillons und wurde ab dem 20. Juni 1866 in gleicher Funktion zur 16. Infanterie-Brigade in Torgau kommandiert. Mit ihr nahm er im Deutschen Krieg an den Schlachten bei Podol, Münchengrätz, Königgrätz, dem Rencontre bei Bolitz sowie den Gefechten bei Liebenau und Pressburg teil. Seine Leistungen wurde durch die Verleihung des Roten Adlerordens IV. Klasse mit Schwertern gewürdigt.
Nach dem Friedensschluss folgte am 18. September 1866 seine Kommandierung als Adjutant bei der 13. Infanterie-Brigade in Magdeburg, wo Klitzing am 30. Oktober zum Premierleutnant befördert wurde. Unter Entbindung von diesem Kommando kommandierte man ihn zur weiteren Ausbildung vom 15. November 1866 bis zum 31. Juli 1869 zur Kriegsakademie. Vom 1. Februar bis zum 16. Juli 1870 war er zur Dienstleistung bei der 2. Abteilung des 11. Artillerie-Regiments. Im Anschluss war er als dritter Adjutant beim Generalkommando des IV. Armee-Korps in Magdeburg tätig. Mit ihm nahm er im Deutsch-Französischen Krieg an der Belagerungen von Paris und Toul, den Schlachten bei Sedan und Beaumont sowie dem Gefecht bei Epinay teil. Am 9. Dezember 1870 wurde er zum Hauptmann befördert. Man zeichnete Klitzing mit dem Eisernen Kreuz II. Klasse sowie dem Ritterkreuz I. Klasse des Hausordens Albrechts des Bären aus.
Unter Versetzung in das 1. Badische Leib-Grenadier-Regiment Nr. 109 in Karlsruhe wurde Klitzing am 15. Juni 1871 zum Chef der 6. Kompanie ernannt. Vom 16. September bis zum 1. Oktober 1872 nahm er an einer Generalstabsreise in das Gebiet des XIV. Armee-Korps teil. Nachdem er am 5. Januar 1875 in den Großen Generalstab versetzt worden war, wurde er am 21. Januar 1875 in den Generalstab des XIV. Armee-Korps nach Karlsruhe versetzt. Daran schlossen sich Generalstabsverwendungen vom 3. April 1877 bei der 8. Division in Erfurt und ab 10. Mai 1879 beim IX. Armee-Korps in Altona an. Zwischenzeitlich zum Major avanciert, nahm Klitzing 1880 als Beobachter an den Militärmanövern in Italien teil. Unter der Versetzung zum 1. Rheinischen Infanterie-Regiment Nr. 25 nach Pfalzburg wurde Klitzing am 28. März 1883 zum Kommandeur des I. Bataillons ernannt. Zum Chef des Generalstabes des XI. Armee-Korps in Kassel wurde er am 23. September 1884 ernannt, in dieser Stellung am 26. März 1885 zum Oberstleutnant befördert und am 28. September 1887 mit dem Komturkreuz II. Klasse des Verdienstordens Philipps des Großmütigen mit Schwertern ausgezeichnet.
Mit der Führung des in den Freien Hansestädten Hamburg und Lübeck stationierten 2. Hanseatischen Infanterie-Regiments wurde Klitzing am 17. April 1888 beauftragt. Mit seiner Beförderung zum Oberst wurde er zum Kommandeur ernannt. Vom 12. bis 19. September 1888 nahm er an einer Infanterie-Übungsreise der 17. Division teil. Unter Stellung à la suite des Regiments wurde Klitzing am 4. November 1890 mit der Führung der 34. Infanterie-Brigade (Großherzoglich Mecklenburgische) in Schwerin beauftragt und mit der Beförderung zum Generalmajor am 18. November 1890 zu deren Kommandeur ernannt. Mit der Führung der Posener 10. Division beauftragt, wurde er mit seiner Beförderung zum Generalleutnant am 19. Dezember 1893 Kommandeur der Division. Ab dem 18. August 1894 befehligte er die 1. Garde-Division in Potsdam. Für sein Wirken während der Herbstübungen des Gardekorps zeichnete ihn Wilhelm II. im September 1895 mit dem Kronen-Orden I. Klasse aus und im November 1895 erhielt er den Orden der Eisernen Krone I. Klasse. Man beauftragte ihn schließlich am 1. September 1897 mit der Führung des IV. Armee-Korps in Magdeburg und ernannte Klitzing am 27. Januar 1898 unter gleichzeitiger Beförderung zum General der Infanterie zum Kommandierenden General. In dieser Stellung erhielt er anlässlich des Ordensfestes im Januar 1901 das Großkreuz des Roten Adlerordens mit Eichenlaub und Schwertern am Ringe sowie im März 1901 die Erlaubnis zur Annahme des Großkreuzes des Bayerischen Militärverdienstordens.
Am 20. Januar 1903 wurde Klitzing in Genehmigung seines Abschiedsgesuches mit der gesetzlichen Pension zur Disposition gestellt und gleichzeitig zum Chef des 2. Hanseatischen Infanterie-Regiments Nr. 76 ernannt. Dieses erteilten ihm ab jetzt monatlichen Rapport.

### Familie
Klitzing hatte sich am 19. April 1873 in Karlsruhe mit Martha (1854–1932), der Tochter des preußischen Generalleutnants Karl von Hausmann verheiratet. Aus der Ehe ging der Sohn Hans-Joachim (* 1894) hervor, der Landwirt und preußischer Leutnant der Reserve wurde.